# Morgan Ferrier
Morgan James Ferrier (* 15. November 1994 in London) ist ein englisch-guyanischer Fußballspieler.

## Verein
Der Stürmer spielte in seiner Jugend für den FC Arsenal, FC Watford sowie Nottingham Forest. 2013 debütierte er bei den Senioren und war dort die nächsten acht Jahre im englischen Amateurbereich aktiv. Im Februar 2021 wechselte er dann von den viertklassigen Tranmere Rovers zum israelischen Erstligisten Maccabi Petach Tikwa und sechs Monate später weiter zum Ligarivalen Hapoel Ironi Kirjat Schmona. Ende Juli 2022 zog es ihn nach Thailand. Hier unterschrieb er einen Vertrag beim Erstligisten Nakhon Ratchasima FC. Am Ende der Saison 2022/23 musste er mit dem Verein aus Nakhon Ratchasima in die zweite Liga absteigen. Für Korat bestritt er 19 Ligaspielen, in denen er vier Tore erzielte. Nach dem Abstieg wurde sein Vertrag nicht verlängert.